# Frano Vićan
Frano Vićan (Dubrovnik, 1976. január 24. –) olimpiai- és világbajnok horvát vízilabdázó, kapus.

## Pályafutása
Pályafutása során hazájában a Primorje Rijeka és a Jug Dubrovnik kapusa volt. A 2012-2013-as szezonban bajnokságot és kupát nyert a Juggal, valamint első helyen végzett az Adria-liga elnevezésű nemzetközi kupasorozatban is. 2008-ban a Bajnokok Ligája, a 2014-15-ös szezonban az Adria-liga sorozat legjobb kapusának választották. 2008-ban az év horvát vízilabdázója lett.
Pályafutása során 129 alkalommal szerepelt a horvát válogatottban. 2012-ben olimpiát, 2007-ben világbajnokságot nyert a nemzeti csapattal.